# Turismo de pobreza
Turismo pobrista o turismo de tugurios es un tipo de turismo que se ha venido desarrollando recientemente y que consiste en llevar a los turistas a observar sitios donde la gente vive en la pobreza. Esta clase de turismo es muy popular en la India, Etiopía, Kenia, Namibia y Sudáfrica. El turismo pobrista ha sido criticado como una forma de voyeurismo y de explotación de aquellos que viven en la miseria, a los cuales se les toman fotografías pero no se les deja nada a cambio. Debido a esto algunas agencias de turismo pobrista reparten parte de sus ganancias para ayudar a los pobres.
Otras formas de turismo pobrista son por ejemplo la visita de establecimientos para gente de bajos recursos como bares y restaurantes en áreas pobres a donde personas de clase media o alta llegan motivadas por la búsqueda de aventura o por curiosidad debido a la aparente autenticidad que el colorido de los sitios ofrece.
A diferencia de la cultura bohemia, el turismo pobrista generalmente no produce más que una interacción temporal y sin ningún compromiso con la parte observada.